# 姚彦 (1988年)
姚彦（1988年8月22日—），中华人民共和国女子乒乓球运动员，身高1.75米。

## 生平
姚彦的爷爷姚关林、奶奶朱瑜瑛是上海邮电部门的高级工程师，姚彦的父亲姚炯是飞利浦职工，母亲江英曾是一家国企的总经理，后自己开了一家机床配件銷售公司。姚关林與朱瑜瑛曾於1960年代支援四川省，江英在懷孕時前往四川眉山市，姚彦因而出生在四川省眉山市，10个月大時回到上海。
姚彦曾和家人觀賞1992年巴塞罗那奥运会乒乓球比賽。姚彦在上闸北区会文路幼儿园時就開始接觸乒乓球，並且去鸿兴路小学訓練。小學時一開始就讀闸北第三中心小学，後來轉學至虹口区大连路培华小学，並且前往虹口少体校訓練乒乓球。
2002年，姚彦进入上海市乒乓球队，2003年結識了未來的丈夫许昕。2005年进入国家二队，2006年10月进入国家一队。2009年，她与张超一同获得了2009年世乒赛混双铜牌。同年又獲得东亚运动会乒乓球女单冠军。當年她與许昕正式確立了戀情。2012年姚彦退役。之後前往上海体育学院讀書。
2016年11月，姚彦與许昕登記結婚。2019年9月，姚彦產下一子。2021年9月，姚彦又產下一女。